# Bahai nelle Kiribati
La Fede baháʼí nelle Kiribati trova le sue origini nel 1919 quando le Tavole del Piano Divino (Tablets of the Divine Plan) scritte nel 1916 da ʻAbdu'l-Bahá sono state divulgate negli Stati Uniti. Le indicazioni erano di diffondere la Fede bahá’í nelle isole Gilbert parte della colonia britannica delle isole Gilbert ed Ellice 
I primi bahá’í arrivano ad Abaiang il 4 marzo 1954. Non furono inizialmente ben accolti e furono cacciati dai cattolici di Abaiang. Nonostante questo inizio critico, una comunità di 200 membri e un'Assemblea Spirituale si formarono l’anno seguente. Nel 1963 c'erano 14 Assemblee.